# Élections générales britanniques de 2019
Les élections générales britanniques de 2019 ont lieu le 12 décembre 2019 afin de renouveler pour cinq ans les 650 membres de la Chambre des communes du Royaume-Uni.
Ces élections ont lieu de manière anticipée du fait de l'incapacité des Premiers ministres Theresa May puis Boris Johnson à faire voter leur accord de retrait du Royaume-Uni de l'Union européenne par le Parlement britannique.
Le Parti conservateur du chef du gouvernement sortant, Boris Johnson, passe d'une majorité relative des sièges à une importante majorité absolue, obtenant ses meilleurs résultats depuis 1987. Le Parti travailliste, partisan de l'organisation d'un second référendum sur la question de l'UE, recueille un nombre de sièges historiquement faible, deux ans après le succès de la première campagne menée par son dirigeant, Jeremy Corbyn. Du côté des autres formations, les Libéraux-démocrates, qui faisaient campagne sur la promesse de l'annulation du Brexit, n'obtiennent pas un résultat à la hauteur de leurs espérances, tandis que le Parti national écossais conforte son hégémonie en Écosse. Jeremy Corbyn et Jo Swinson prennent acte des résultats de ces élections en abandonnant la direction de leurs partis respectifs.
Les résultats du scrutin permettent à Boris Johnson d'entreprendre la sortie du Royaume-Uni de l'Union européenne dans les mois suivant les élections, sans devoir s'engager dans un nouveau bras de fer avec le Parlement. La sortie est effective le 1er février 2020.
Ces élections sont les dix-huitièmes et dernières à se dérouler sous le règne de la reine Élisabeth II, qui meurt moins de trois ans plus tard.

## Contexte
La stabilité parlementaire britannique est profondément affectée par les négociations sur l'accord de retrait du Royaume-Uni de l'Union européenne à la suite du référendum du 23 juin 2016 au cours duquel 51,89 % des votants expriment leur soutien à un départ de l'Union. À l'origine du référendum, mais partisan d'un maintien de son pays dans l'Union, David Cameron en tire les conclusions et démissionne de la tête du gouvernement et du Parti conservateur. Sa remplaçante Theresa May est une ancienne ministre des Femmes et des Égalités, membre de l'aile « pragmatique » du parti, qui s'était prononcée contre le Brexit. Elle engage néanmoins les négociations avec notamment Boris Johnson comme secrétaire d'État des Affaires étrangères et du Commonwealth et l'un des principaux porte-paroles du Brexit au cours de la campagne référendaire, partisan si besoin d'un « Brexit dur », c'est-à-dire sans accord en délimitant les contours. L'article 50 sur la sortie d'un membre de l'Union est activé le 29 mars 2017 par le Royaume-Uni, entamant une période de négociations de deux ans, avant une sortie effective prévue pour le 29 mars 2019.

### Élections de 2017

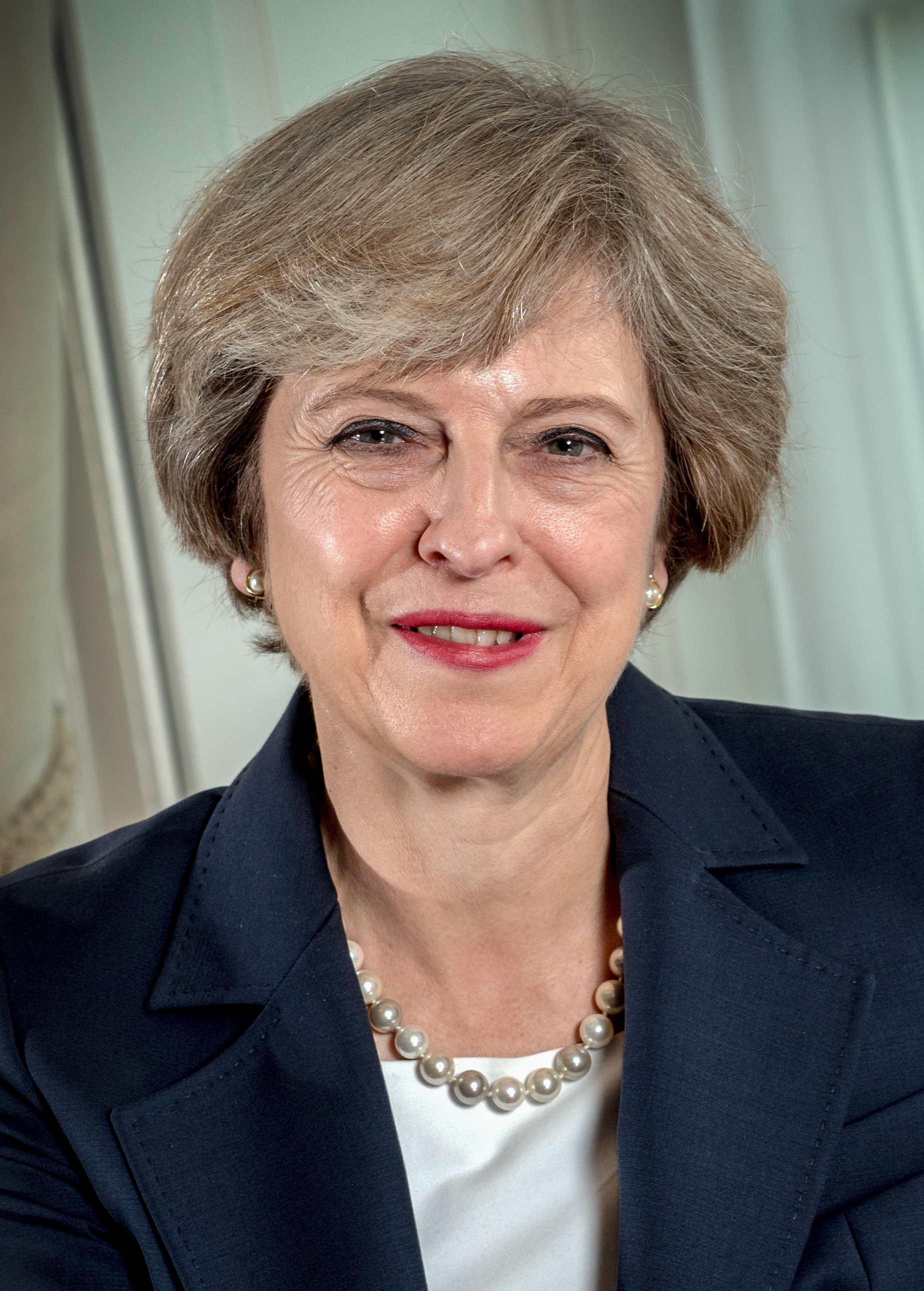
Portrait de Theresa May en 2017.

Désirant aborder les négociations munie d'une majorité renouvelée et renforcée dans les urnes, Theresa May demande la convocation d'élections anticipées, ce que la Chambre des communes approuve à la majorité nécessaire des deux tiers de ses membres, fixant le scrutin au 8 juin 2017. Le Parti conservateur est alors au plus haut dans les sondages et la plupart des analystes prévoient une réussite de son pari, le parti UKIP, grand partisan d'un Brexit, s'effondrant dans les sondages au profit des conservateurs à la suite de l'apparente réussite de son objectif premier et le départ de son dirigeant iconique Nigel Farage. La campagne qui s'ensuit, désastreuse pour Theresa May et les conservateurs, voit néanmoins les travaillistes menés par Jeremy Corbyn remonter en flèche. Ce dernier, favorable depuis des années à un euroscepticisme face à une Union européenne qu'il juge porteuse de visées libérales, refuse par ailleurs de placer son parti sur la ligne d'une opposition au Brexit. Au terme du scrutin, les conservateurs arrivent en tête avec 42,4 % des suffrages, mais perdent de peu leur majorité absolue, passant de 330 à 317 sièges sur 650. En dépit de ce succès et sa progression de 232 à 262 sièges avec 40 % des voix, le Parti travailliste échoue à renverser la situation à son profit, tandis que le Parti national écossais enregistre un net recul, perdant près d'un tiers de ses sièges, alors que les Libéraux-démocrates stagnent. L'UKIP s'effondre quant à lui, passant de 12,6 à 1,8 % des voix et perdant son unique député.
Les élections voient ainsi Theresa May se maintenir à la tête du gouvernement via une alliance avec le Parti unioniste démocrate (DUP), parti nord-irlandais unioniste farouchement défenseur d'un maintien de l'union politique de l'Irlande du Nord avec le Royaume-Uni, et dont les dix sièges permettent de conserver la majorité absolue à la chambre.

### Blocages sur l’accord de retrait
Ce dénouement a cependant de lourdes conséquences sur la suite des négociations. Ces dernières accrochent en effet sur la situation de la frontière entre l'Irlande du Nord et la république d'Irlande, membre également de l'Union européenne. Le Royaume-Uni est ainsi lié par son engagement de l'Accord du Vendredi saint qui met fin le 10 avril 1998 au sanglant Conflit nord-irlandais (communément surnommé the Troubles) ayant violemment opposé pendant plus de trente ans les partisans d'une union avec l'Irlande voisine et ceux d'un maintien dans le Royaume-Uni. Selon les termes de cet accord, le Royaume-Uni s'engage à maintenir ouverte la frontière le séparant de la république d'Irlande, les deux pays étant alors tous deux membres de l'Union européenne. Or, une sortie du Royaume-Uni de cette dernière et de son marché commun mènerait à une fermeture de la frontière avec un rétablissement des droits de douane et des contrôles d'identité, en rupture avec l'accord du Vendredi saint. De plus, les deux économies sont fortement liées, près d'un tiers des exportations nord-irlandaises étant destinées au marché irlandais en 2016. Au cours des négociations, la république d'Irlande s'oppose par conséquent catégoriquement à l'établissement d'une telle frontière.
Cette situation mène l'Union européenne à proposer en novembre 2017 la mise en place d'un « filet de sécurité », ou backstop qui consisterait à n'autoriser temporairement le libre passage des biens et des personnes qu'au niveau de la frontière irlandaise et uniquement celle-ci, sans passage jusque dans le reste du Royaume-Uni, avec une conservation de l'alignement de la province sur les normes européennes, et ce jusqu'au 31 décembre 2020. Le délai permettrait par la suite au Royaume-Uni et à l'UE de s'accorder sur leurs relations futures. Cette solution, que finit par accepter Theresa May, est cependant jugée inacceptable par l'aile dure des conservateurs et par le DUP dont dépend son gouvernement, car elle revient de fait à placer une frontière non pas entre les deux Irlande, mais entre l’Irlande du Nord et le reste du Royaume-Uni, unifiant de facto l'île d'Irlande en l’amarrant à l'Union européenne. Minoritaire sans le DUP, Theresa May ne peut espérer faire voter à la chambre un accord aussi défavorable à ses alliés nord-irlandais.
En retour, le Royaume-Uni propose d'étendre le filet de sécurité à l'ensemble des îles britanniques, tout en étant libre de négocier et de conclure seul des accords commerciaux avec d'autres pays. Une position également jugée inacceptable, cette fois-ci pour l'Union, celle-ci ayant pour principe fondamental de lier la libre circulation des biens et des personnes. Une sortie du Royaume-Uni du marché unique doit par conséquent nécessairement entraîner la fin de la libre circulation entre le pays et le reste de l'Union si d'autres accords sont conclus avec des pays extérieurs,.

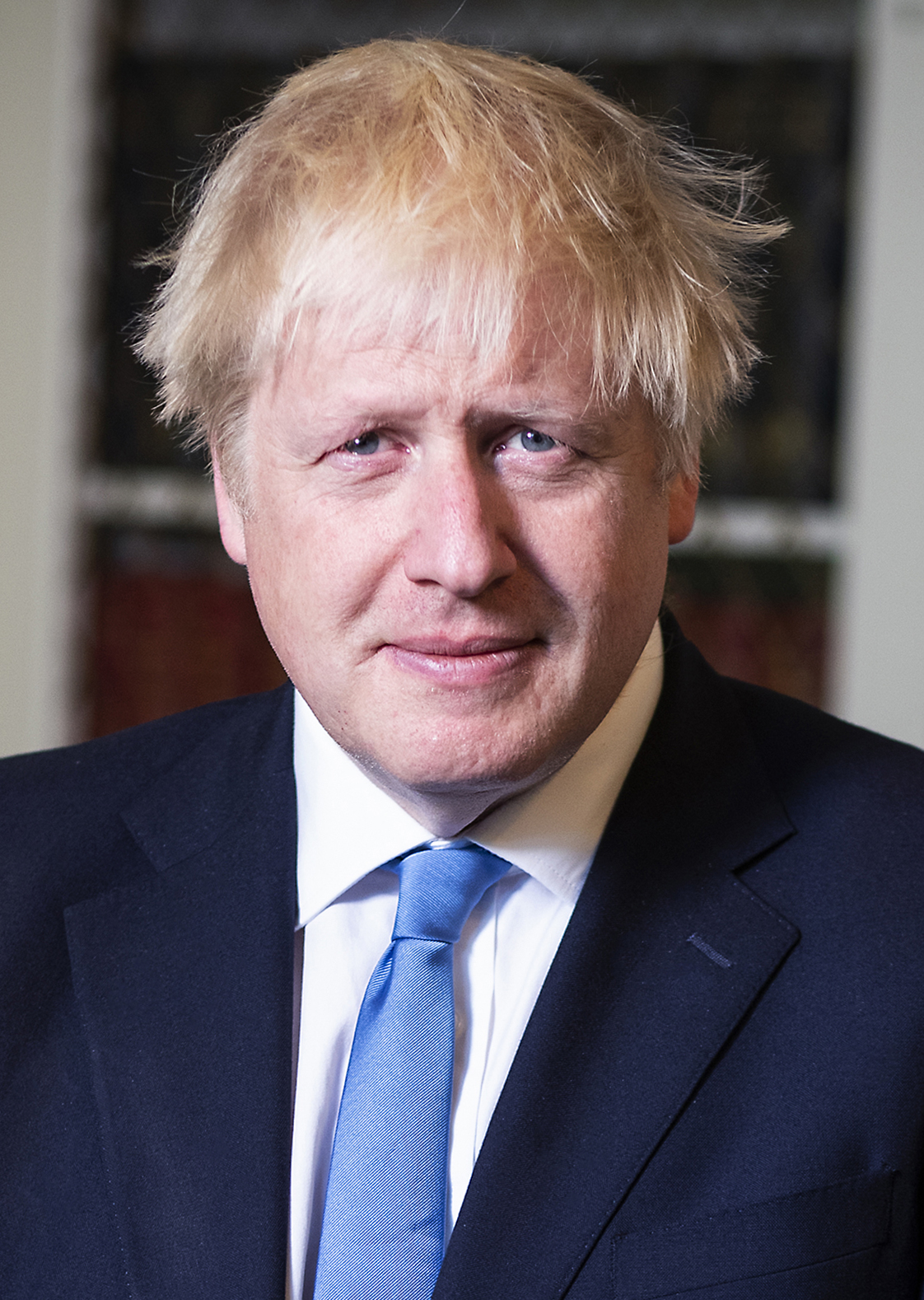
Boris Johnson, désigné Premier ministre en 2019.

L'échec de la résolution de cette question conduit Theresa May à se résigner à proposer que son accord comporte le filet de sécurité nord-irlandais. Cette proposition d'un « Brexit modéré » provoque l'opposition de la frange du Parti conservateur favorable à un « Brexit dur », et le départ du gouvernement de plusieurs de ses partisans, dont David Davis, secrétaire d'État à la sortie de l'Union européenne du Royaume-Uni, Steve Baker, sous-secrétaire d'État chargé de la sortie de l'Union européenne, ainsi que Boris Johnson le 9 juillet 2018. Une ultime version de l'accord est finalement conçue sur la base d'un compromis : le filet de sécurité serait bien étendu à tout le Royaume-Uni en créant un territoire douanier unique composé des deux parties, au sein de laquelle les règles resteraient communes, tout comme les tarifs extérieurs appliqués aux importations. En échange, le Royaume-Uni ne pourrait mettre fin à cette union douanière - dont l'application commencerait à l'issue de la période de transition le 31 décembre 2020 - qu'avec l'accord des Vingt-Sept. Les partisans du Brexit critiquent alors vivement ce nouvel accord, celui-ci imposant au pays de continuer à fonctionner sous les règles de l'UE, dont le Royaume-Uni ne participerait plus à l'élaboration. De plus, cette situation ferait perdre au pays sa capacité à négocier des traités commerciaux avec d'autres pays. Enfin, l'absence de date clairement définie de fin de l'union douanière et le veto conféré à l'Union sur son abolition font craindre aux conservateurs même les plus modérés que le Brexit ne devienne jamais réellement effectif,
Theresa May propose son accord, ou deal au Parlement le 14 novembre, provoquant le départ de plusieurs autres membres de son gouvernement. Elle essuie alors le 12 décembre l'organisation d'un vote de confiance sur sa position de dirigeante du parti conservateur, mais conserve un soutien suffisant pour faire échouer la motion, 200 des 317 membres du Parti conservateur lui votant la confiance. À la suite de cet événement, le parti ne peut notamment plus soumettre de nouveau vote de confiance contre son dirigeant qu'une fois passé un délai d'un an. Moins d'une semaine plus tard, le 17 décembre, Jeremy Corbyn soumet à la chambre une motion de censure. Celle-ci, mise au vote le 15 janvier 2019, échoue par 325 voix contre et 306 en faveur.
Au cours de la première moitié de l'année 2019, Theresa May voit le vote de son accord négocié rejeté par trois fois à la chambre, bien qu'avec chaque fois une augmentation du total de votes favorables. L'accord est ainsi rejeté le 15 janvier avec 202 voix pour et 432 contre, puis le 12 mars par 242 voix pour et 391 contre, et enfin le 29 mars par 286 voix pour et 344 contre. Chacun de ces votes fait chaque fois l'objet d'une grande incertitude quant aux conséquences d'un échec, donnant lieu à d'importantes spéculations sur l'éventualité d'une démission de Theresa May, de la tenue de nouvelles élections législatives anticipées, ou de celle d'un nouveau référendum portant sur l'accord proposé, voire à nouveau sur le Brexit de manière générale. Après d'ultimes concessions de l'Union européenne obtenues entre le premier et le deuxième vote, ses dirigeants annoncent à plusieurs reprises que les négociations sont désormais closes, et qu'une réouverture ne serait mise en œuvre qu'en cas d'évènement majeur tel que l'annonce de la tenue de nouvelles élections ou d'un futur nouveau référendum. Pour autant, le négociateur en chef de l'UE, Michel Barnier, déclare qu'il « ne prendra jamais la décision » d'une sortie sans accord et que celle-ci n'interviendrait que par choix des Britanniques. L'UE ne prendrait par conséquent jamais la responsabilité de refuser un report demandé par le Royaume-Uni.
Le Brexit est néanmoins repoussé une première fois du 29 mars au 12 avril, puis une seconde fois au 31 octobre, l'UE comme le gouvernement de Theresa May souhaitant éviter une sortie sans accord, ou no-deal, sans que la première ministre ne parvienne pour autant à faire voter son accord par les membres du Parti unioniste démocrate ni les conservateurs partisans d'un Brexit dur. Les pays européens sont par ailleurs tiraillés entre le besoin de sceller un accord pour mettre fin à une période d'incertitude néfaste pour l'économie, et la solidarité avec la république d'Irlande, qui se trouverait durement affectée par une sortie sans accord rétablissant une frontière avec l'Irlande du Nord.

### Élections européennes de 2019

Parti arrivé en tête par municipalité aux élections européennes de 2019 au Royaume-Uni.

Devant ce blocage, Theresa May annonce le 27 mars aux membres du Parti conservateur qu'elle ne dirigera pas les prochaines étapes de négociations du Brexit. Le report contraint entre-temps le pays à organiser des élections européennes en même temps que les 27 autres États membres. Élus comme dans le reste de l'Union européenne à la proportionnelle, ces députés européens britanniques doivent une fois le Brexit effectué céder leur place à ceux surnuméraires élus dans une partie des pays restants. La campagne britannique à ces européennes est marquée par le déchirement du système traditionnel des partis, habituellement fortement marqué par un bipartisme entre travaillistes et conservateurs, du fait du système électoral majoritaire à un tour utilisé pour ses élections nationales. L'échec du parti conservateur à conduire le Brexit ainsi que le caractère absurde de l'élection de représentants auprès d'un Parlement que le pays doit être amené à quitter, conduit à l'apparition du Parti du Brexit mené par l'ex dirigeant de l'UKIP, Nigel Farage. En parallèle, les atermoiements du Parti travailliste de Jeremy Corbyn, refusant de se positionner clairement contre le départ de l'Union, mènent à l’essor des Libéraux-démocrates de Vince Cable ouvertement favorables à un maintien, ainsi que du Parti vert. Le parti Change UK voit également le jour du fait du regroupement de députés européens ayant fait défection des groupes conservateurs et travaillistes, au point de détenir à la veille du scrutin le nombre le plus important de députés européens du pays.
Le jeudi 23 mai 2019, les élections européennes voient le Parti du Brexit arriver en tête avec 30,74 % des voix et 29 des 73 sièges, suivi des Libéraux-démocrates (19,75 % et 16 sièges), des travaillistes (13,72 % et 10 sièges), des verts (11,76 % et 7 sièges) et enfin des conservateurs qui ne réunissent que 8,84 % des suffrages et n'obtiennent que 4 sièges. Il s'agit alors pour ces derniers du pire résultat jamais obtenu à une élection européenne. L'humiliation électorale du parti conduit Theresa May à officialiser dès le lendemain son prochain départ de la direction du Parti conservateur et donc des fonctions de chef du gouvernement, avec effet au 7 juin suivant.

### Élections conservatrices internes
Le départ de Theresa May donne lieu courant juin à une élection interne au parti au sein duquel dix candidats se disputent la direction du Parti conservateur auprès des 313 députés membres du groupe parlementaire. Après cinq tours de scrutin étalés du 13 au 20 juin, Boris Johnson et Jeremy Hunt finissent en ballottage, le premier confirmant par une large avance son statut de favori. Un vote par correspondance des quelque 160 000 adhérents du parti doit alors les départager, pour une annonce du vainqueur prévue le 22 juillet. La victoire de Boris Johnson est considérée comme probable et susceptible de mener à des élections anticipées à l'automne,. Johnson l'emporte lors du vote des adhérents face à Jeremy Hunt avec 66,1 % des voix le 23 juillet 2019, et prend ses fonctions de Premier ministre le lendemain.
À 100 jours de la date butoir pour le Brexit, le nouveau Premier ministre met en place un gouvernement d'« ultras du divorce » avec l'Union européenne, épuré des ministres modérés, dont une partie a démissionné avant sa prise de fonction. Lors de sa première prise de parole après sa confirmation par la reine Elisabeth II, il affirme ainsi « Nous sortirons de l’Union européenne le 31 octobre. Il n’y a pas de « si » ni de « mais » qui tienne. [...] J’ai parfaitement confiance : dans 99 jours, nous en serons venus à bout [du Brexit] ». La prise de fonction de Johnson relance les spéculations sur la convocation anticipée du scrutin.

### Réaction de l'opposition

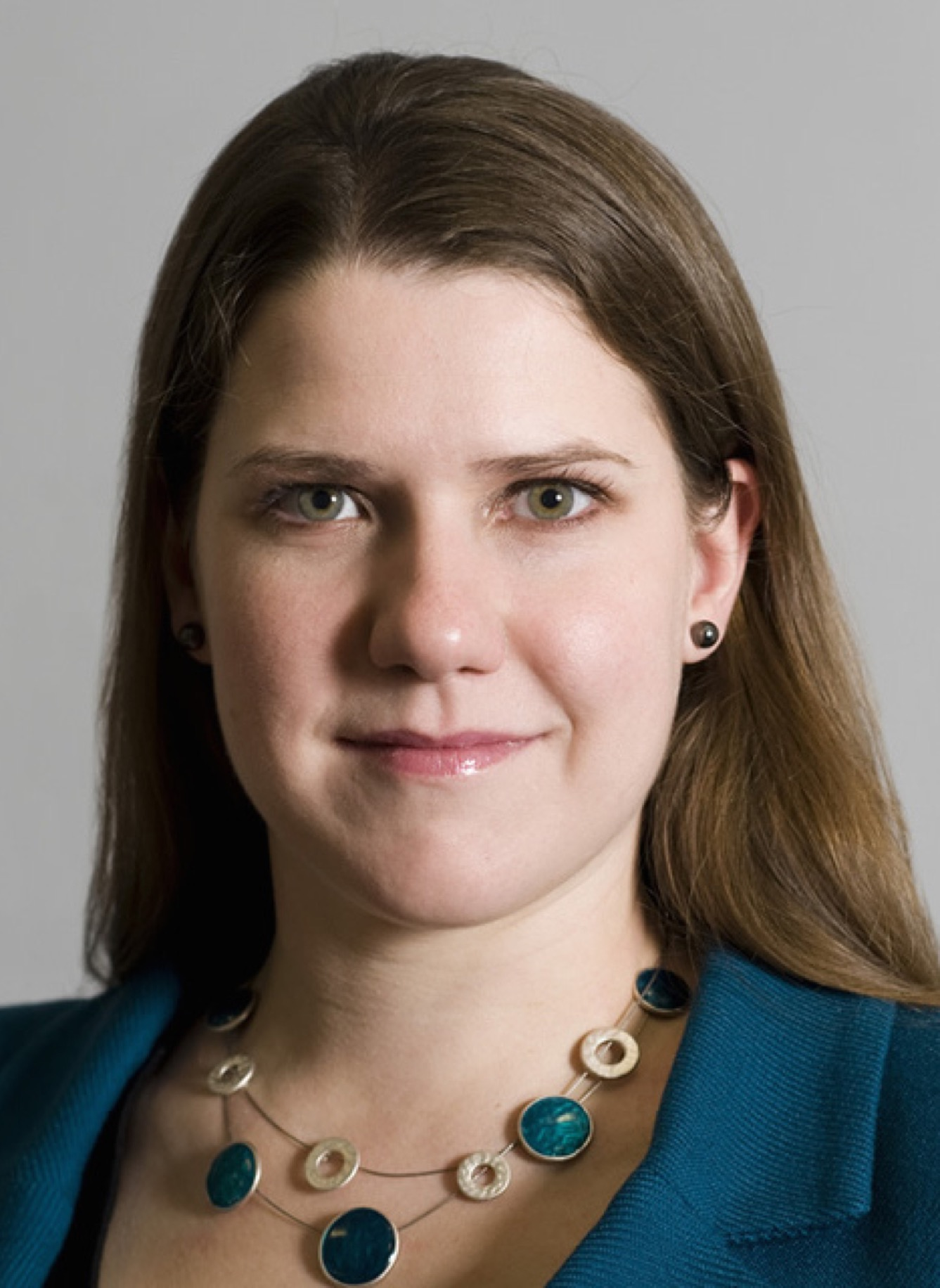
Jo Swinson en 2019.

Jo Swinson est entre-temps élue dirigeante des libéraux-démocrates le 22 juillet à la suite du retrait de Vince Cable de la direction du parti le 24 mai précédent. Déjouant les pronostics d'un duel serré avec Edward Davey, Jo Swinson remporte largement le vote des militants avec 62,8 % des voix. Lors de son premier discours, elle réaffirme la ligne résolument anti-Brexit de son parti, et appelle à une coalition anti-Boris Johnson.
Ce dernier voit sa majorité se réduire dangereusement le 1er août à la suite d'une nouvelle élection partielle dans la circonscription de Brecon et Radnorshire, où le député conservateur Chris Davies fait l'objet d'une pétition révocatoire. Depuis 2015, la population britannique a en effet le pouvoir de révoquer un élu condamné à une peine privative de liberté ou suspendu plus de vingt-et-un jours par la Chambre, notamment pour manquement à la déontologie, si une pétition révocatoire est signée dans les huit semaines par au moins 10 % des inscrits de la circonscription concernée. La candidate libérale-démocrate Jane Dodds l'emporte avec 5 % d'avance sur Davies, candidat à sa réélection, malgré une majorité de voix en faveur de partis pro-Brexit, du fait de la division des suffrages entre le parti conservateur et le parti du Brexit. La majorité du gouvernement de coalition Conservateurs/DUP n'est alors plus que d'un siège.
Au cours des semaines qui suivent, plusieurs députés conservateurs opposés à un Brexit sans accord rencontrent les dirigeants de l'opposition afin de s'accorder sur une motion de censure à l'encontre du gouvernement Johnson. Le projet d'un gouvernement transitoire chargé d'obtenir un délai supplémentaire afin d'organiser de nouvelles élections et à terme un nouveau référendum voit le jour. Jeremy Corbyn, dans une lettre ouverte, se propose comme Premier ministre de transition, le temps d'obtenir un report de la date de sortie de l'UE puis d'organiser très rapidement des élections préalables à un référendum. Si sa proposition est accueillie plutôt favorablement par le Parti national écossais et par les Verts, elle est rejetée par Jo Swinson au nom des Libéraux-démocrates, qui proposent Kenneth Clarke (député conservateur centriste et pro-européen, doyen de la Chambre des communes) ou la travailliste Harriet Harman comme Premier ministre de transition. Les libéraux-démocrates veulent par ailleurs qu'un référendum d'annulation du Brexit puisse précéder de nouvelles élections, et non leur faire suite. Le dirigeant travailliste maintient par ailleurs une position complexe à l'égard du Brexit, se déclarant favorable au maintien dans l'UE plutôt qu'à un départ sans accord, mais favorable à un départ si celui-ci se faisait dans le cadre d'un accord négocié par un gouvernement travailliste issu d'une victoire aux élections. Corbyn assure néanmoins qu'un tel accord serait alors soumis à un nouveau référendum. Cette position, qui amène Corbyn à refuser de se prononcer pour le maintien dans l'UE dans le cas d'un nouveau référendum portant uniquement sur cette question, est la source de dissensions au sein du parti travailliste et avec les libéraux-démocrates. Une motion de censure est attendue dès la rentrée parlementaire, prévue pour le 3 septembre.

### Prorogation du Parlement
Le 28 août, Johnson décide de suspendre le Parlement du 10 septembre au 14 octobre, selon une procédure dite de prorogation. Cette dernière est habituellement utilisée comme une formalité afin de clore la session parlementaire de l'année passée, mettant fin aux travaux parlementaires non encore terminés. La session parlementaire court au moment de la décision de Boris Johnson depuis trois ans, pour un total de 340 jours ouvrés. Cette situation exceptionnelle due aux retards de la mise en œuvre du Brexit est mise en avant par le Premier ministre pour justifier sa décision. La prorogation est également habituelle après la prise de fonction d'un nouveau Premier ministre, car la nouvelle session débute par un discours de la reine devant le Parlement qui symbolise le changement de gouvernement,.
La prorogation du Parlement a cependant lieu sur cinq semaines, au lieu d'un maximum de trois habituellement, et surtout intervient juste avant la date limite de sortie de l'Union européenne. Ce calendrier est vivement critiqué par l'opposition, qui y voit une manœuvre politique destinée à empêcher les parlementaires de s'opposer efficacement au gouvernement. Jeremy Corbyn qualifie l'acte de « menace pour la démocratie ». La prorogation s'attire également les foudres du président de la Chambre des Communes, John Bercow, qui dénonce « un outrage constitutionnel »,. D'importantes manifestations ont lieu dans les principales villes du pays contre la décision de Johnson, dont 100 000 personnes à Londres.
Si elle retarde les projets de l'opposition, la prorogation n’empêche cependant pas totalement le vote d'un report une fois ouverte la nouvelle session parlementaire — la législation du précédent report avait été votée en trois jours —, ni celle d'une motion de censure. Boris Johnson est soupçonné de chercher à provoquer une situation dans laquelle le Parlement le forcerait à repousser le Brexit, ce dont il se servirait pour faire immédiatement campagne au cours d'élections anticipées,. La prorogation fait l'objet d'un recours en justice intentée par la militante anti-Brexit Gina Miller, à laquelle l'ex-Premier ministre conservateur John Major apporte son soutien.

### Motions de septembre

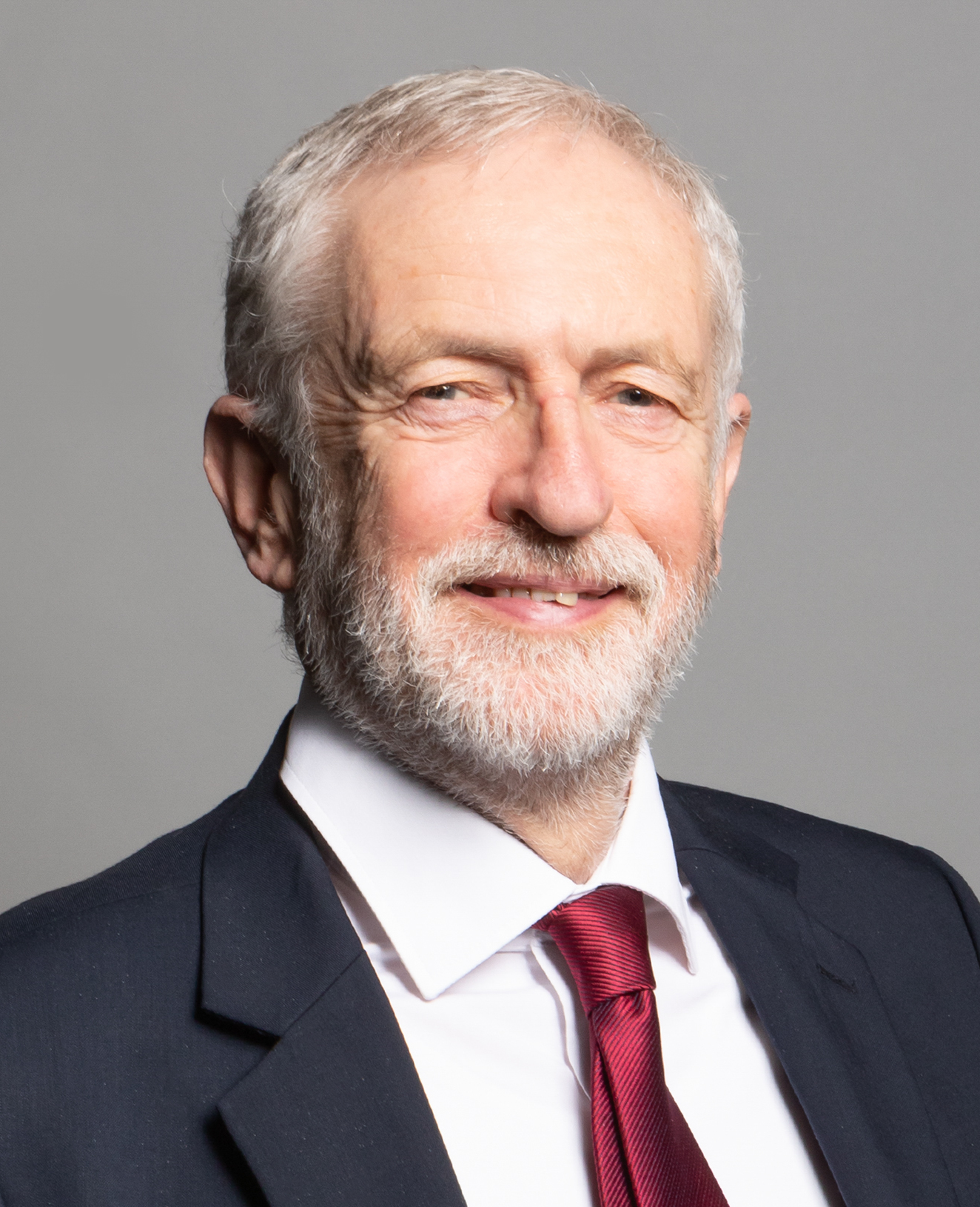
Jeremy Corbyn en 2020.

Le 2 septembre, Johnson appelle les députés conservateurs à ne pas voter une proposition de loi de l'opposition qui viserait à reporter le Brexit, sous peine d'être exclus du parti. Il ajoute que le cas échéant, il convoquerait un scrutin anticipé pour le 14 octobre. Le lendemain 3 septembre, le député conservateur Phillip Lee fait défection pour rejoindre les libéraux-démocrates en plein discours de Boris Johnson sur le récent G7, faisant perdre à ce dernier la majorité absolue à la chambre,. Le même jour, l'opposition soumet à la chambre la motion d'urgence 24 (standing Order 24, SO24) qui, en étant soutenue par quarante députés, permet de proposer d'imposer la mise au vote d'un sujet le lendemain 4 septembre. La motion, votée par 328 voix pour — dont 21 députés conservateurs — et 301 contre, doit permettre à la chambre de voter une loi imposant au gouvernement de demander un nouveau délai à l'Union européenne en lui interdisant toute sortie sans accord,. En réaction, Boris Johnson annonce son intention de demander la tenue d’élections anticipées pour le 15 octobre, et exclut les 21 députés conservateur du parti. Cette proposition est rejetée par Corbyn, celui-ci le soupçonnant de chercher en réalité à organiser le scrutin après le 31 octobre, soit après la date de retrait du pays du Royaume-Uni. En tant que Premier ministre sortant, Johnson serait en effet chargé de fixer la date du nouveau scrutin.
Le 4 septembre, la Chambre des communes adopte par 327 voix pour et 299 contre la motion imposant le report du Brexit au 31 janvier 2020 à défaut d'un accord de sortie conclu avant le 19 octobre. Le texte doit cependant encore être voté par la Chambre des lords. Bien que considérée comme une formalité, cette étape exclut aux yeux de l'opposition toute nouvelle élection avant que la procédure législative ne soit menée à son terme,. Le vote est immédiatement suivi de celui portant sur la dissolution anticipée de la chambre. L'opposition y étant opposée, la proposition ne parvient à réunir que 298 voix en sa faveur, bien en deçà des quelques 434 voix correspondant à la majorité des deux tiers exigée. Johnson fustige le refus de Corbyn d'aller aux urnes, jugeant qu'il sait ne pas pouvoir les gagner. Il renonce par la suite à ralentir le parcours de la loi à la Chambre des Lords, où la durée des débats n'est pas plafonnée. Jeremy Corbyn réitère quant à lui son intention d'accéder à la demande d'organisation des élections anticipées une fois celle-ci adoptée. Un second vote de ce type est ainsi prévu le 9 septembre, la loi devant être adoptée d'ici là. Les travaillistes restent néanmoins méfiants envers le Premier ministre, une partie d'entre eux envisageant d'insister malgré tout pour une tenue des élections avant le 31 octobre.
Boris Johnson est confronté le 5 septembre à la démission de son frère Jo Johnson de son poste de ministre des Universités. Ce dernier, favorable au maintien dans l'Union européenne, affirme devoir placer l’intérêt national avant la loyauté familiale,. Le 6 septembre, la Chambre des Lords adopte le texte de la motion bloquant la sortie sans accord. Le lendemain, Johnson menace malgré tout de ne pas appliquer le texte voté et de saisir la justice pour voir s'il est conforme ou non à la législation, tandis qu'Amber Rudd démissionne de son poste de ministre du Travail et des Retraites. La loi sur le report du Brexit reçoit l'assentiment de la reine, tandis que le Parlement rejette de nouveau le 9 septembre la tenue d'un scrutin anticipé. La prorogation entre en vigueur le lendemain 10 septembre. Le président de la chambre John Bercow annonce dans la foulée sa démission, effective au 31 octobre.

### Nouveau report
Si aucun accord n'est approuvé avant le 19 octobre, soit juste après la réunion du conseil européen devant faire le point sur l'état des négociations avec le Royaume-Uni, la date de sortie devrait être repoussée par le gouvernement. L'opposition réitère son intention de voter la dissolution une fois sûre que le report aura bien lieu. Des élections pourraient alors avoir lieu en novembre. De son côté, Johnson affirme se montrer prêt à trouver un accord avec l'Union européenne.
Les membres du parti libéral-démocrate votent l'inscription de l'arrêt du Brexit au programme du parti au cours d'une conférence organisée le 15 septembre à Bournemouth. Entre temps, le 11 septembre, la Cour d'appel d'Écosse juge illégale la prorogation du Parlement. La cour anglaise s'étant prononcée dans le sens opposé, le litige devrait être porté à l'attention de la Cour suprême du Royaume-Uni. Celle-ci rend son verdict le 24, et juge à l'unanimité de ses onze membres l'inconstitutionnalité de la prorogation, faite sans réelle justification. La décision rend « illégale, nulle et non avenue » l'ensemble de la prorogation, qui n'a légalement jamais eu lieu,. Le Parlement se réunit à nouveau dès le lendemain.
Le 17 octobre, un nouvel accord de divorce est trouvé entre l'UE et le Royaume-Uni. Celui-ci remplace le filet de sécurité par une union douanière où les taxes sont différentes selon le lieu où sont consommés les produits d'Irlande du Nord. La Chambre des communes, appelée à se prononcer le 19 octobre, reporte sine die le vote, pour pouvoir examiner le texte point par point puis conclure ses délibérations à temps. Boris Johnson demande alors un nouveau délai, tout en assurant qu'il ferait tout pour que le pays sorte de l'UE dès le 31 octobre.
Le 22 octobre, la Chambre des communes vote en faveur d'un accord de principe sur la loi de sortie, tout en rejetant une procédure accélérée d'approbation de l'accord de séparation. Les pays de l'Union européenne accordent un nouveau report au Royaume-Uni, fixant la date de départ au 31 janvier 2020 au plus tard. Le pays peut également sortir avant cette date, le 30 novembre ou le 31 décembre, si le Parlement approuve l'accord obtenu entre les dirigeants européens et le Premier ministre.

### Convocation d'élections anticipées
Le 24 octobre, Johnson propose des législatives anticipées pour le 12 décembre. Les travaillistes conditionnent cela à l'assurance qu'il n'y aura pas de Brexit sans accord. Le 28 octobre, la Chambre des communes rejette une telle proposition. Le lendemain, alors que Johnson propose de modifier la loi électorale pour fixer la date des élections au 12 décembre (ce qui nécessite une majorité simple), les travaillistes se disent prêts à approuver cette demande, avec cependant la possibilité de différer la date du scrutin. En effet, Johnson s'est engagé à ne pas sortir le pays de l'Union européenne, ni à faire voter le Parlement au sujet de l'accord, avant les prochaines élections. Ceux-ci tentent sans succès de fixer la date du scrutin au 9 décembre, arguant que cela permettrait aux étudiants de voter avant de partir en vacances auprès de leurs parents. Afin de favoriser le vote de son projet de loi, Johnson rétablit dans le parti dix des vingt et un députés exclus le 4 septembre. La dissolution a par conséquent lieu par le biais du vote d'une loi distincte, soumise au processus parlementaire ordinaire, par laquelle la Chambre modifie simplement la date de fin de sa législature en l'avançant du 5 mai 2022 au 12 décembre 2019, par 438 voix pour et 20 contre le 29 octobre. Le lendemain, la Chambre des lords approuve la loi, qui reçoit la sanction royale le 31 octobre.

## Modalités

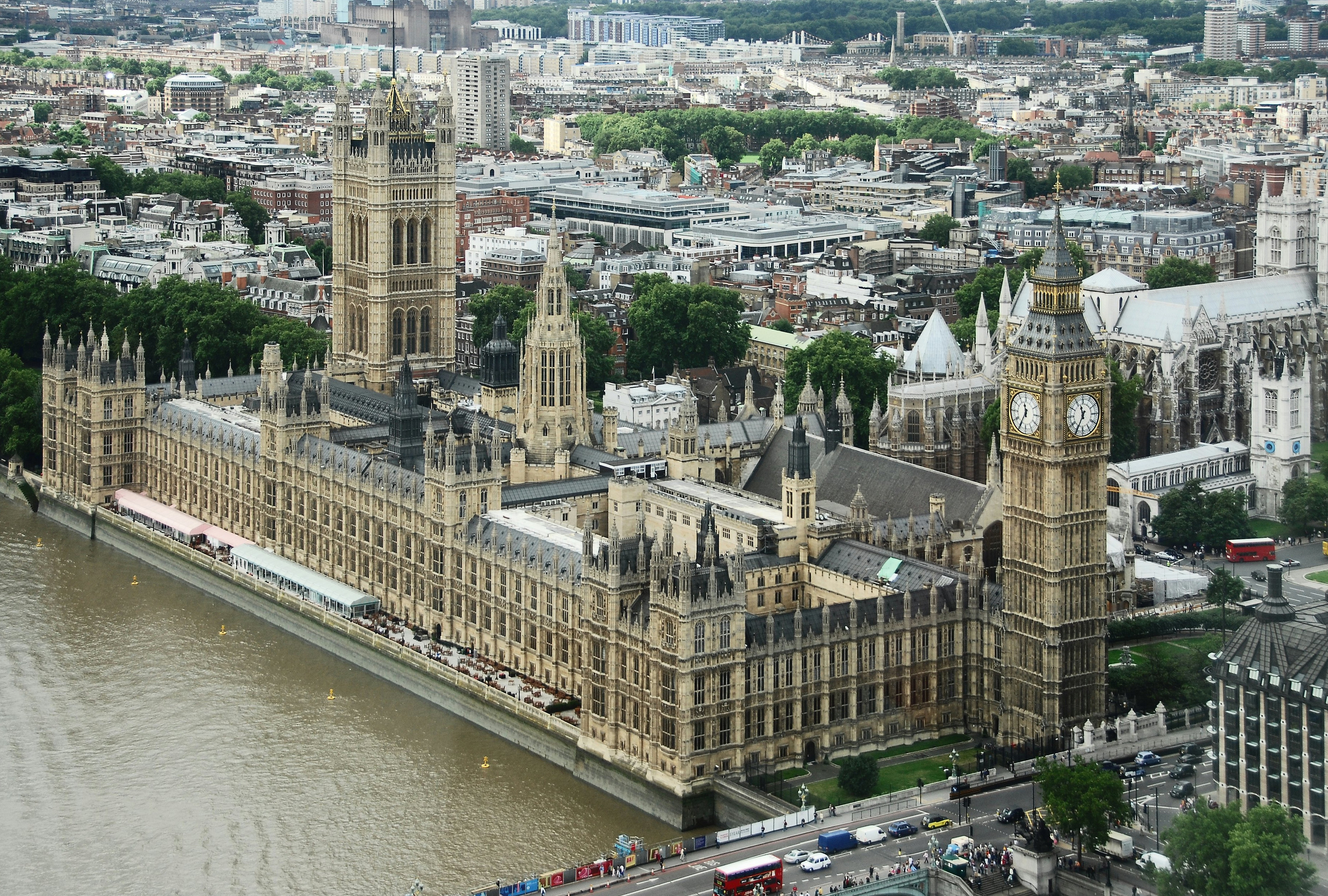
Le palais de Westminster à Londres, siège de la Chambre des communes.

### Mode de scrutin
La Chambre des communes est la chambre basse du Parlement bicaméral du Royaume-Uni. Elle est dotée de 650 sièges pourvus pour cinq ans au scrutin uninominal majoritaire à un tour dans autant de circonscriptions. Sur ces 650 sièges, 533 représentent l'Angleterre, 59 l’Écosse, 40 le pays de Galles et 18 l'Irlande du Nord. Une réorganisation des circonscriptions visant à abaisser le total à 600 sièges est en projet, mais n'a pas encore été votée par les deux chambres du Parlement.

### Date
Depuis la réforme de 2011 instaurant le mandat fixe du Parlement, le Premier ministre britannique ne peut plus comme auparavant dissoudre la Chambre des communes sur simple demande faite au souverain. Les élections sont désormais fixées au premier jeudi du mois de mai de la cinquième année suivant les précédentes élections, soit pour celles-ci le 5 mai 2022. La loi électorale, révisée en 2013, impose que la Chambre des communes soit dissoute 25 jours ouvrables avant les élections, soit ici le 28 mars 2022. Le Premier ministre peut néanmoins déplacer le jour du scrutin jusqu'à deux mois après la date prévue du 5 mai, mais doit pour cela obtenir l'assentiment des deux chambres.
Des élections anticipées peuvent cependant toujours avoir lieu dans plusieurs cas de figure entraînant une dissolution de la Chambre des communes avant la date prévue. Dans le cadre de la loi de 2011, une telle dissolution peut en effet être décidée par le vote d'une résolution à la majorité des deux tiers du total de ses membres, soit 434 voix sur 650 (les élections de 2017 ont été convoquées par ce biais sur proposition de la Première ministre Theresa May, avec trois ans d'avance sur la date prévue). La Chambre peut également être dissoute si elle renverse le gouvernement par le biais d'une motion de censure et que celui-ci n'est pas remplacé dans les deux semaines.
Ces conditions ne sont cependant régies que par une simple loi électorale, qui peut être modifiée à la majorité absolue. Le Parti conservateur a par le passé exprimé son intention de modifier la loi pour en assouplir les conditions. La dissolution effectuée pour les élections de 2019 a ainsi lieu par le biais du vote d'une loi distincte, soumise au processus parlementaire ordinaire, par laquelle la Chambre modifie simplement la date de fin de sa législature en l'avançant du 5 mai 2022 au 12 décembre 2019. À l'inverse d'une motion de dissolution, une loi ordinaire nécessite un vote de la Chambre des Lords, sur lequel le vote des Communes prime.

## Campagne

### Principaux partis
| Parti politique | Parti politique                                 | Positionnement                                                                                              | Positionnement                                                                      | Dirigeant                           | Résultats en 2017          |
| Parti politique | Parti politique                                 | Politique générale                                                                                          | Brexit                                                                              | Dirigeant                           | Résultats en 2017          |
| --------------- | ----------------------------------------------- | --- | ----------------------------------------------------------------------------------- | ----------------------------------- | -------------------------- |
|                 | Parti conservateur Conservative Party           | Centre droit à droite Libéral-conservatisme, unionisme britannique, libéralisme économique, euroscepticisme | Brexit avec accord                                                                  | Boris Johnson                       | 42,4 % des voix 317 sièges |
|                 | Parti travailliste Labour Party                 | Centre gauche à gauche Socialisme démocratique, social-démocratie                                           | Renégociation d'un accord Second référendum sur cet accord ou le maintien dans l'UE | Jeremy Corbyn                       | 40,0 % des voix 262 sièges |
|                 | Libéraux-démocrates Liberal Democrats           | Centre à centre gauche Social-libéralisme, libéralisme, sécularisme, fédéralisme, europhilie                | Révocation de l'article 50 À défaut : second référendum Pour le maintien dans l'UE  | Jo Swinson                          | 7,4 % des voix 12 sièges   |
|                 | Parti national écossais Scottish National Party | Centre gauche Nationalisme, indépendantisme écossais, social-démocratie, europhilie                         | Second référendum Pour le maintien dans l'UE                                        | Nicola Sturgeon                     | 3,0 % des voix 35 sièges   |
|                 | Parti vert Green Party                          | Gauche Écologie politique, europhilie                                                                       | Second référendum Pour le maintien dans l'UE                                        | Jonathan Bartley (en) et Siân Berry | 1,6 % des voix 1 siège     |
|                 | Parti du Brexit Brexit Party                    | Attrape-tout, droite à extrême droite Euroscepticisme dur, conservatisme, populisme                         | Brexit sans accord                                                                  | Nigel Farage                        | Nouveau                    |

### Thèmes

#### Brexit
Le sujet du Brexit domine la campagne électorale, obligeant les partis et leurs dirigeants à prendre position sur sa mise en œuvre ou son rejet, et sur la manière dont ils comptent s'y prendre,. Si les conservateurs menés par Boris Johnson promettaient auparavant d'effectuer le Brexit coûte que coûte, si besoin sans accord négocié avec l'UE, Johnson entame la campagne électorale en assurant le 2 novembre qu'un vote pour les conservateurs équivaut à un vote pour une sortie par le biais de son accord de retrait négocié en octobre, fermant la porte à une alliance avec le Parti du Brexit. Son slogan de campagne est « Get Brexit done » (« Finissons le Brexit »).
Les travaillistes, menés par Jeremy Corbyn, annoncent leur souhait de renégocier l'accord conclu avec Bruxelles, qu'ils soumettraient alors à un second référendum où la population aurait la possibilité de choisir entre cet accord et un abandon du Brexit. Le parti organiserait par ailleurs préalablement une convention extraordinaire afin de laisser ses militants décider de la position du parti lors de la campagne sur ce référendum,
Les Libéraux-démocrates, dirigés par Jo Swinson, font quant à eux campagne sur l'annulation pure et simple du Brexit en mettant fin à la procédure de retrait de l'UE par la révocation de l'article 50. Dans le cas où ils n'obtiendraient pas seuls la majorité absolue nécessaire, les Lib-Dem soutiendraient un gouvernement visant à organiser un second référendum, au cours duquel ils feraient campagne pour le maintien dans l'UE.
De son côté, Nigel Farage reçoit le soutien du président américain Donald Trump, qui juge impossible de concrétiser l'accord commercial promis à Boris Johnson si l'accord de divorce est signé en l'état. Farage propose sans succès à Johnson d'abandonner l'accord négocié en échange d'une alliance, qui aurait vu le Parti du Brexit ne se présenter que dans les circonscriptions travaillistes afin d'éviter une dispersion des voix favorables au retrait de l'Union européenne. En l'absence d'alliance, le Parti du Brexit décide finalement de présenter des candidats dans toutes les circonscriptions avant d'annoncer le 11 novembre que ses candidats ne se présenteront pas dans les 317 circonscriptions remportées par les conservateurs aux élections précédentes afin d'y éviter une dispersion des voix des partisans du Brexit.
Les principaux partis régionaux, le Parti national écossais, le Plaid Cymru et le parti vert, soutiennent quant à eux l'organisation d'un second référendum, et l'option d'un maintien dans l'Union européenne.

#### Questions sociales et économiques
Le Parti travailliste défend notamment, dans son manifeste intitulé « L’heure d’un réel changement est venue », la taxation des grandes fortunes et des multinationales , la sanctuarisation du service public de la santé (NHS) — qui pourrait selon lui être menacé par des grands groupes du secteur américain dans le cadre d’un futur traité de libre-échange —, la construction de 150 000 bâtiments pour les logements sociaux, la nationalisation de l’énergie, de l’eau, du rail et de la poste, l'augmentation des salaires de 5 % dans la fonction publique, la gratuité de l’accès à l’Internet haut débit pour tous — mise en œuvre par le biais d’une nationalisation partielle de l’opérateur BT et financée par une taxation des géants des technologies numériques —, ainsi qu'un « New Deal vert ».

#### Polémique sur la libération conditionnelle
Le 29 novembre 2019, deux semaines avant l’élection, un homme attaque des civils au couteau sur le pont de Londres, faisant deux morts et trois blessés, avant d'être abattu par la police. L'acte est qualifié de « terroriste » et l'État islamique revendique l'attaque. Le suspect avait été incarcéré auparavant et bénéficiait d'une libération conditionnelle, ce qui entraîne une polémique sur l'efficacité de la libération conditionnelle. Boris Johnson annonce son intention de réviser le système des libérations anticipées et déclare que « quand des gens sont condamnés à un certain nombre d'années en prison, ils devraient purger chaque année de cette condamnation ».

### Sondages
En raison du mode de scrutin majoritaire à un tour dans plusieurs centaines de circonscriptions, les résultats des sondages au niveau national ne permettent pas de prévoir ceux en sièges, et ne consistent qu'en une indication de la tendance générale.
- Parti conservateur
- Parti travailliste
- Libéraux-démocrates
- SNP
- UKIP
- Verts
- Change UK
- Parti du Brexit

Intentions de votes en vue des prochaines élections générales britanniques :

Les premières estimations issues de sondages de sortie des urnes sont attendus pour le soir du scrutin vers 22h, avec des résultats préliminaires officiels par circonscription au cours de la nuit.

## Résultats

### Au niveau national
|                          |                                          |            |       |      |        |               |  |  |  |
| Parti                    | Parti                                    | Votes      | %     | +/-  | Sièges | +/-           |  |  |  |
|                          | Parti conservateur                       | 13 966 454 | 43,63 | 1,29 | 365    | 48            |  |  |  |
|                          | Parti travailliste                       | 10 269 051 | 32,08 | 7,91 | 202    | 60            |  |  |  |
|                          | Libéraux-démocrates                      | 3 696 419  | 11,55 | 4,18 | 11     | 1             |  |  |  |
|                          | Parti national écossais                  | 1 242 380  | 3,88  | 0,84 | 48     | 13            |  |  |  |
|                          | Parti vert                               | 865 715    | 2,70  | 1,07 | 1      | en stagnation |  |  |  |
|                          | Parti du Brexit                          | 644 257    | 2,01  | Nv   | 0      | en stagnation |  |  |  |
|                          | Parti unioniste démocrate                | 244 128    | 0,76  | 0,15 | 8      | 2             |  |  |  |
|                          | Sinn Féin                                | 181 853    | 0,57  | 0,17 | 7      | en stagnation |  |  |  |
|                          | Plaid Cymru                              | 153 265    | 0,48  | 0,03 | 4      | en stagnation |  |  |  |
|                          | Alliance                                 | 134 115    | 0,42  | 0,22 | 1      | 1             |  |  |  |
|                          | Parti social-démocrate et travailliste   | 118 737    | 0,37  | 0,07 | 2      | 2             |  |  |  |
|                          | Parti unioniste d'Ulster                 | 93 123     | 0,29  | 0,03 | 0      | en stagnation |  |  |  |
|                          | Parti du Yorkshire                       | 29 201     | 0,09  | 0,02 | 0      | en stagnation |  |  |  |
|                          | Parti pour l'indépendance du Royaume-Uni | 22 817     | 0,07  | 1,77 | 0      | en stagnation |  |  |  |
|                          | Autres partis                            | 119 278    | 0,37  | –    | 0      | en stagnation |  |  |  |
|                          | Indépendants                             | 206 486    | 0,64  | 0,17 | 0      | 1             |  |  |  |
|                          | Président de la Chambre                  | 26 831     | 0,08  | –    | 1      | en stagnation |  |  |  |
|                          |                                          |            |       |      |        |               |  |  |  |
| Votes valides            | Votes valides                            | 32 013 742 | 99,63 |      |        |               |  |  |  |
| Votes blancs et nuls     | Votes blancs et nuls                     | 117 919    | 0,37  |      |        |               |  |  |  |
| Total                    | Total                                    | 32 131 661 | 100   | –    | 650    | en stagnation |  |  |  |
| Abstentions              | Abstentions                              | 15 455 593 | 32,48 |      |        |               |  |  |  |
| Inscrits / participation | Inscrits / participation                 | 47 587 254 | 67,52 |      |        |               |  |  |  |

## Analyses et conséquences

Parti arrivé en tête par circonscription.

Le Parti conservateur de Boris Johnson, qui disposait d'une majorité relative à l'issue de scrutin précédent, remporte cette fois la majorité absolue des sièges. Les conservateurs enregistrent leurs meilleurs résultats depuis Margaret Thatcher en 1987. Motif de satisfaction supplémentaire pour le Premier ministre, l'ensemble des conservateurs dissidents s'étant opposés à ses propositions en septembre et qui n'avaient pas retrouvé l'investiture du parti sont battus,.

Résultats en sièges par régions.

Les travaillistes essuient quant à eux un important recul avec leur pire résultat depuis 1935, ce qui conduit leur dirigeant, Jeremy Corbyn, à annoncer sa démission prochaine de la tête du parti. L’ambiguïté de Jeremy Corbyn sur le Brexit et un programme très orienté à gauche sont avancés pour expliquer ce résultat. Le Parti conservateur est par ailleurs parvenu à conquérir les voix d'électeurs traditionnellement travaillistes, souvent d'anciens ouvriers favorables au Brexit et hostiles à l'immigration ; c'est particulièrement le cas dans le Nord-Est et le centre de l’Angleterre, avec des circonscriptions symboliques comme Workington, Blyth Valley ou Sedgefield, ancienne circonscription de Tony Blair.
La dirigeante des Libéraux-démocrates, Jo Swinson, annonce sa démission de la tête du parti à la suite de la perte de son siège de députée dans la circonscription de Dunbartonshire Est au profit du Parti national écossais. Ce dernier enregistre une nette progression, bien qu'en-deçà de son record de 2015. Nicola Sturgeon, Première ministre d'Écosse, déclare au lendemain des élections vouloir organiser un second référendum d'indépendance.
Pour la première fois, l'Irlande du Nord compte plus de parlementaires nationalistes qu'unionistes, malgré un total en voix inférieur à ces derniers,. Le DUP, qui s'était opposé à l'accord négocié par Boris Johnson avec l'UE, subit ainsi un revers, avec notamment la défaite de son numéro deux, Nigel Dodds. Les députés du Sinn Féin refusant historiquement de siéger au parlement britannique, la majorité absolue est de facto moins élevée, s'établissant ici après les élections à 320 sièges.
Les résultats du scrutin devraient permettre à Johnson d'entreprendre la sortie du Royaume-Uni de l'Union européenne le 31 janvier 2020. Celui-ci, réélu dans sa circonscription londonienne de Uxbridge et South Ruislip, salue au lendemain du scrutin le « mandat fort » donné à la mise en œuvre du Brexit,. Dès le 13 décembre, alors que la livre sterling gagne plus de 2 % par rapport au dollar et à l'euro, le président américain Donald Trump promet un « accord commercial massif » entre son pays et le Royaume-Uni après le Brexit.

### Sur le plan sociologique
| Catégorie                                             | Cons. | Trav. | LibDem | Autres |
| ----------------------------------------------------- | ----- | ----- | ------ | ------ |
| Catégorie                                             |       |       |        |        |
| Total                                                 | 45 %  | 33 %  | 12 %   | 10 %   |
| Sexe                                                  |       |       |        |        |
| Hommes                                                | 46 %  | 31 %  | 12 %   | 11 %   |
| Femmes                                                | 43 %  | 34 %  | 12 %   | 11 %   |
| Âge                                                   |       |       |        |        |
| 18-24 ans                                             | 19 %  | 62 %  | 9 %    | 10 %   |
| 25-34 ans                                             | 27 %  | 51 %  | 11 %   | 11 %   |
| 35-44 ans                                             | 36 %  | 39 %  | 13 %   | 12 %   |
| 44-54 ans                                             | 46 %  | 28 %  | 14 %   | 12 %   |
| 54-64 ans                                             | 49 %  | 27 %  | 11 %   | 13 %   |
| Plus de 65 ans                                        | 64 %  | 17 %  | 11 %   | 8 %    |
| Hommes par âge                                        |       |       |        |        |
| 18-24 ans                                             | 22 %  | 59 %  | 10 %   | 9 %    |
| 25-34 ans                                             | 31 %  | 48 %  | 10 %   | 11 %   |
| 35-54 ans                                             | 45 %  | 30 %  | 14 %   | 11 %   |
| Plus de 55 ans                                        | 58 %  | 21 %  | 11 %   | 10 %   |
| Femmes par âge                                        |       |       |        |        |
| 18-24 ans                                             | 17 %  | 64 %  | 9 %    | 10 %   |
| 25-34 ans                                             | 23 %  | 54 %  | 12 %   | 11 %   |
| 35-54 ans                                             | 37 %  | 36 %  | 14 %   | 13 %   |
| Plus de 55 ans                                        | 59 %  | 21 %  | 12 %   | 8 %    |
| Classes sociales (classification NRS)                 |       |       |        |        |
| AB                                                    | 45 %  | 30 %  | 16 %   | 9 %    |
| C1                                                    | 45 %  | 32 %  | 12 %   | 11 %   |
| C2                                                    | 47 %  | 32 %  | 9 %    | 12 %   |
| DE                                                    | 41 %  | 39 %  | 9 %    | 11 %   |
| Hommes par classes sociales                           |       |       |        |        |
| AB                                                    | 47 %  | 29 %  | 15 %   | 9 %    |
| C1                                                    | 47 %  | 31 %  | 12 %   | 10 %   |
| C2                                                    | 48 %  | 30 %  | 8 %    | 14 %   |
| DE                                                    | 43 %  | 37 %  | 8 %    | 12 %   |
| Femmes par classes sociales                           |       |       |        |        |
| AB                                                    | 42 %  | 31 %  | 17 %   | 10 %   |
| C1                                                    | 44 %  | 33 %  | 13 %   | 10 %   |
| C2                                                    | 46 %  | 33 %  | 9 %    | 12 %   |
| DE                                                    | 39 %  | 40 %  | 9 %    | 12 %   |
| 18-34 ans par classes sociales                        |       |       |        |        |
| AB                                                    | 26 %  | 52 %  | 13 %   | 9 %    |
| C1                                                    | 24 %  | 55 %  | 10 %   | 11 %   |
| C2                                                    | 27 %  | 51 %  | 9 %    | 13 %   |
| DE                                                    | 18 %  | 63 %  | 8 %    | 11 %   |
| 35-54 ans par classes sociales                        |       |       |        |        |
| AB                                                    | 42 %  | 29 %  | 20 %   | 9 %    |
| C1                                                    | 44 %  | 32 %  | 13 %   | 11 %   |
| C2                                                    | 44 %  | 32 %  | 13 %   | 11 %   |
| DE                                                    | 35 %  | 42 %  | 9 %    | 14 %   |
| Plus de 55 ans par classes sociales                   |       |       |        |        |
| AB                                                    | 60 %  | 17 %  | 14 %   | 9 %    |
| C1                                                    | 59 %  | 20 %  | 13 %   | 8 %    |
| C2                                                    | 61 %  | 21 %  | 8 %    | 10 %   |
| DE                                                    | 53 %  | 26 %  | 9 %    | 12 %   |
| Habitation                                            |       |       |        |        |
| Possédée                                              | 57 %  | 22 %  | 12 %   | 9 %    |
| Hypothéquée                                           | 43 %  | 33 %  | 14 %   | 10 %   |
| Locataire social                                      | 33 %  | 45 %  | 7 %    | 15 %   |
| Locataire privé                                       | 31 %  | 46 %  | 11 %   | 12 %   |
| Groupe ethnique                                       |       |       |        |        |
| Blanc                                                 | 48 %  | 29 %  | 12 %   | 11 %   |
| Noirs et minorités                                    | 20 %  | 64 %  | 12 %   | 4 %    |
| Qualifications                                        |       |       |        |        |
| Aucune qualifications                                 | 59 %  | 23 %  | 7 %    | 11 %   |
| Autres qualifications                                 | 47 %  | 33 %  | 10 %   | 10 %   |
| Diplôme ou supérieur                                  | 34 %  | 39 %  | 17 %   | 10 %   |
| 18-34 ans par qualifications                          |       |       |        |        |
| Aucune qualifications                                 | 30 %  | 51 %  | 5 %    | 14 %   |
| Autres qualifications                                 | 28 %  | 54 %  | 9 %    | 9 %    |
| Diplôme ou supérieur                                  | 21 %  | 56 %  | 12 %   | 11 %   |
| 35-54 ans par qualifications                          |       |       |        |        |
| Aucune qualifications                                 | 50 %  | 33 %  | 7 %    | 10 %   |
| Autres qualifications                                 | 49 %  | 30 %  | 10 %   | 11 %   |
| Diplôme ou supérieur                                  | 32 %  | 37 %  | 20 %   | 11 %   |
| Plus de 55 ans par qualifications                     |       |       |        |        |
| Aucune qualifications                                 | 62 %  | 20 %  | 7 %    | 11 %   |
| Autres qualifications                                 | 61 %  | 19 %  | 11 %   | 9 %    |
| Diplôme ou supérieur                                  | 49 %  | 24 %  | 18 %   | 9 %    |
| Vote lors des élections générales de 2017             |       |       |        |        |
| Conservateurs                                         | 88 %  | 3 %   | 6 %    | 3 %    |
| Travaillistes                                         | 8 %   | 80 %  | 8 %    | 4 %    |
| Libéraux-démocrates                                   | 11 %  | 19 %  | 63 %   | 7 %    |
| N'ont pas voté                                        | 33 %  | 46 %  | 9 %    | 12 %   |
| Vote lors du référendum de 2016                       |       |       |        |        |
| Remain (Rester)                                       | 20 %  | 48 %  | 21 %   | 11 %   |
| Leave (Quitter)                                       | 73 %  | 15 %  | 3 %    | 9 %    |
| Vote en 2017 en fonction de la position au référendum |       |       |        |        |
| Conservateurs/Leave                                   | 92 %  | 2 %   | 2 %    | 4 %    |
| Conservateurs/Remain                                  | 73 %  | 6 %   | 19 %   | 2 %    |
| Travaillistes/Leave                                   | 23 %  | 65 %  | 4 %    | 8 %    |
| Travaillistes/Remain                                  | 2 %   | 85 %  | 9 %    | 4 %    |

| Catégorie                                                                                | Cons. | Trav. | LibDem | SNP  | Verts | Brexit | PC   | Autres |
| ---------------------------------------------------------------------------------------- | ----- | ----- | ------ | ---- | ----- | ------ | ---- | ------ |
| Catégorie                                                                                |       |       |        |      |       |        |      |        |
| Total                                                                                    | 45 %  | 33 %  | 12 %   | 4 %  | 3 %   | 2 %    | 1 %  | 1 %    |
| Sexe                                                                                     |       |       |        |      |       |        |      |        |
| Hommes                                                                                   | 46 %  | 31 %  | 12 %   | 4 %  | 3 %   | 2 %    | 1 %  | 1 %    |
| Femmes                                                                                   | 44 %  | 35 %  | 11 %   | 4 %  | 3 %   | 2 %    | 0 %  | 1 %    |
| Âge (simplifié)                                                                          |       |       |        |      |       |        |      |        |
| 18-24 ans                                                                                | 21 %  | 56 %  | 11 %   | 6 %  | 4 %   | 1 %    | 0 %  | 1 %    |
| 25-49 ans                                                                                | 34 %  | 43 %  | 13 %   | 5 %  | 3 %   | 2 %    | 1 %  | 1 %    |
| 50-64 ans                                                                                | 50 %  | 27 %  | 12 %   | 4 %  | 3 %   | 3 %    | 0 %  | 1 %    |
| Plus de 65 ans                                                                           | 64 %  | 17 %  | 11 %   | 3 %  | 2 %   | 2 %    | 1 %  | 2 %    |
| Âge (détaillé)                                                                           |       |       |        |      |       |        |      |        |
| 18-19 ans                                                                                | 22 %  | 52 %  | 15 %   | 4 %  | 5 %   | 1 %    | 1 %  | 1 %    |
| 20-24 ans                                                                                | 21 %  | 57 %  | 10 %   | 7 %  | 3 %   | 1 %    | 0 %  | 1 %    |
| 25-29 ans                                                                                | 23 %  | 54 %  | 12 %   | 4 %  | 4 %   | 1 %    | 0 %  | 1 %    |
| 30-39 ans                                                                                | 30 %  | 46 %  | 14 %   | 5 %  | 3 %   | 1 %    | 1 %  | 1 %    |
| 40-49 ans                                                                                | 41 %  | 35 %  | 13 %   | 5 %  | 3 %   | 2 %    | 1 %  | 1 %    |
| 50-59 ans                                                                                | 49 %  | 28 %  | 12 %   | 4 %  | 3 %   | 3 %    | 0 %  | 2 %    |
| 60-69 ans                                                                                | 57 %  | 22 %  | 11 %   | 3 %  | 2 %   | 3 %    | 1 %  | 1 %    |
| Plus de 70 ans                                                                           | 67 %  | 14 %  | 11 %   | 2 %  | 2 %   | 2 %    | 0 %  | 2 %    |
| Âge et sexe                                                                              |       |       |        |      |       |        |      |        |
| Hommes de 18-24 ans                                                                      | 28 %  | 46 %  | 12 %   | 7 %  | 4 %   | 2 %    | 1 %  | 1 %    |
| Hommes de 25-49 ans                                                                      | 35 %  | 40 %  | 14 %   | 5 %  | 3 %   | 2 %    | 1 %  | 1 %    |
| Hommes de 50-64 ans                                                                      | 51 %  | 25 %  | 12 %   | 3 %  | 3 %   | 4 %    | 1 %  | 2 %    |
| Hommes de plus de 65 ans                                                                 | 64 %  | 15 %  | 11 %   | 3 %  | 1 %   | 3 %    | 1 %  | 1 %    |
| Femmes de 18-24 ans                                                                      | 15 %  | 65 %  | 10 %   | 5 %  | 4 %   | 0 %    | 0 %  | 1 %    |
| Femmes de 25-49 ans                                                                      | 32 %  | 45 %  | 12 %   | 5 %  | 3 %   | 1 %    | 0 %  | 1 %    |
| Femmes de 50-64 ans                                                                      | 50 %  | 28 %  | 12 %   | 4 %  | 3 %   | 2 %    | 0 %  | 1 %    |
| Femmes de plus de 65 ans                                                                 | 64 %  | 18 %  | 10 %   | 2 %  | 2 %   | 2 %    | 0 %  | 2 %    |
| Classes sociales                                                                         |       |       |        |      |       |        |      |        |
| AB                                                                                       | 42 %  | 32 %  | 16 %   | 4 %  | 3 %   | 1 %    | 0 %  | 1 %    |
| C1                                                                                       | 43 %  | 34 %  | 12 %   | 4 %  | 3 %   | 2 %    | 1 %  | 1 %    |
| C2                                                                                       | 49 %  | 31 %  | 9 %    | 4 %  | 3 %   | 3 %    | 0 %  | 1 %    |
| DE                                                                                       | 47 %  | 34 %  | 8 %    | 4 %  | 2 %   | 3 %    | 0 %  | 1 %    |
| Statut de travail                                                                        |       |       |        |      |       |        |      |        |
| A temps-plein                                                                            | 39 %  | 37 %  | 14 %   | 4 %  | 3 %   | 2 %    | 1 %  | 1 %    |
| A temps-partiel (8 heures ou plus)                                                       | 41 %  | 36 %  | 11 %   | 4 %  | 4 %   | 2 %    | 0 %  | 1 %    |
| A temps-partiel (moins de 8 heures)                                                      | 40 %  | 33 %  | 15 %   | 3 %  | 4 %   | 1 %    | 0 %  | 3 %    |
| Étudiant                                                                                 | 17 %  | 56 %  | 14 %   | 6 %  | 4 %   | 1 %    | 0 %  | 1 %    |
| Retraité                                                                                 | 63 %  | 18 %  | 10 %   | 3 %  | 2 %   | 2 %    | 1 %  | 1 %    |
| Sans emploi                                                                              | 32 %  | 46 %  | 8 %    | 6 %  | 2 %   | 4 %    | 0 %  | 2 %    |
| Ne travaille pas                                                                         | 40 %  | 39 %  | 10 %   | 5 %  | 2 %   | 3 %    | 1 %  | 1 %    |
| Autres                                                                                   | 37 %  | 41 %  | 8 %    | 5 %  | 4 %   | 3 %    | 1 %  | 1 %    |
| Niveau d'études                                                                          |       |       |        |      |       |        |      |        |
| Bas (GCSE ou inférieur)                                                                  | 58 %  | 25 %  | 8 %    | 3 %  | 2 %   | 3 %    | 0 %  | 1 %    |
| Moyen                                                                                    | 48 %  | 31 %  | 11 %   | 4 %  | 3 %   | 2 %    | 1 %  | 1 %    |
| Elevé (diplôme ou plus)                                                                  | 29 %  | 43 %  | 17 %   | 4 %  | 4 %   | 1 %    | 1 %  | 1 %    |
| Revenus du ménage                                                                        |       |       |        |      |       |        |      |        |
| Moins de 20 000 £                                                                        | 45 %  | 34 %  | 9 %    | 5 %  | 3 %   | 3 %    | 1 %  | 2 %    |
| 20 000-39 999 £                                                                          | 47 %  | 31 %  | 11 %   | 4 %  | 2 %   | 2 %    | 1 %  | 1 %    |
| 40 000-69 999 £                                                                          | 43 %  | 35 %  | 13 %   | 4 %  | 3 %   | 1 %    | 0 %  | 1 %    |
| Plus de 70 000 £                                                                         | 40 %  | 31 %  | 20 %   | 4 %  | 3 %   | 1 %    | 0 %  | 1 %    |
| Vote lors des élections générales de 2017                                                |       |       |        |      |       |        |      |        |
| Conservateurs                                                                            | 85 %  | 4 %   | 7 %    | 0 %  | 1 %   | 2 %    | 0 %  | 1 %    |
| Travaillistes                                                                            | 11 %  | 72 %  | 9 %    | 2 %  | 3 %   | 2 %    | 0 %  | 1 %    |
| Libéraux-démocrates                                                                      | 14 %  | 20 %  | 59 %   | 1 %  | 4 %   | 1 %    | 0 %  | 1 %    |
| UKIP                                                                                     | 67 %  | 5 %   | 3 %    | 0 %  | 1 %   | 19 %   | 0 %  | 4 %    |
| Verts                                                                                    | 10 %  | 34 %  | 15 %   | 6 %  | 30 %  | 1 %    | 1 %  | 3 %    |
| SNP                                                                                      | 5 %   | 4 %   | 1 %    | 87 % | 1 %   | 0 %    | 0 %  | 0 %    |
| Plaid Cymru                                                                              | 28 %  | 15 %  | 4 %    | 0 %  | 1 %   | 3 %    | 46 % | 2 %    |
| Autres                                                                                   | 42 %  | 15 %  | 13 %   | 4 %  | 7 %   | 5 %    | 1 %  | 13 %   |
| Vote lors du référendum de 2016                                                          |       |       |        |      |       |        |      |        |
| Remain (Rester)                                                                          | 19 %  | 49 %  | 21 %   | 6 %  | 4 %   | 0 %    | 1 %  | 1 %    |
| Leave (Quitter)                                                                          | 74 %  | 14 %  | 3 %    | 2 %  | 2 %   | 4 %    | 0 %  | 1 %    |
| Vote lors des élections générales de 2017 en fonction du vote lors du référendum de 2016 |       |       |        |      |       |        |      |        |
| Conservateurs et Remain                                                                  | 65 %  | 8 %   | 22 %   | 1 %  | 2 %   | 0 %    | 0 %  | 1 %    |
| Conservateurs et Leave                                                                   | 92 %  | 2 %   | 2 %    | 0 %  | 1 %   | 2 %    | 0 %  | 1 %    |
| Travaillistes et Remain                                                                  | 3 %   | 79 %  | 12 %   | 2 %  | 3 %   | 0 %    | 0 %  | 1 %    |
| Travaillistes et Leave                                                                   | 33 %  | 52 %  | 4 %    | 1 %  | 2 %   | 6 %    | 1 %  | 2 %    |
| Libéraux-démocrates et Remain                                                            | 6 %   | 21 %  | 66 %   | 2 %  | 3 %   | 0 %    | 0 %  | 1 %    |
| Libéraux-démocrates et Leave                                                             | 46 %  | 9 %   | 30 %   | 1 %  | 6 %   | 4 %    | 0 %  | 4 %    |